# Jagdstaffel 9
La Königlich Preußische Jagdstaffel Nr 9 ou Jagdstaffel 9 (terme abrégé en Jasta 9) est une escadrille de la Luftstreitkräfte, la branche aérienne de l'Armée impériale allemande pendant la Première Guerre mondiale. Jasta est un acronyme formé par l'abréviation du mot allemand Jagdstaffel (escadrille de chasse). L'unité totalise 107 victoires aériennes confirmées pendant la guerre, au prix de 13 pilotes tués et 3 blessés au combat ainsi que 5 tués et 3 blessés dans des accidents.

## Histoire
La Jasta 9 est formée à Vouziers le 1er juin 1916, d’abord sous le nom Fokkerstaffel (escadrille de Fokker) de la 3e armée avant l’introduction du système des Jagdstaffeln. Équipée de Fokker E.III et E.IV, la nouvelle escadrille est placée sous le commandement d’un certain Oberleutnant Ascheberg (prénom inconnu). Elle devient opérationnelle le 5 juin et ne sera renommée pour devenir la Jasta 9 que le 28 septembre 1916, sans connaître de réorganisation notable. Cependant, le 23 septembre, le commandement passe de l’Oberleutnant Ascheberg à l’Oberleutnant Kurt Student. Ce dernier reste à la tête de l’escadrille jusqu’au 5 mars 1918, une durée inhabituellement longue parmi les escadrilles allemandes, avant d’être remplacé par le Leutnant Walter Blume pour le restant de la guerre. Au début de l’année 1917, la Jasta est rééquipée avec des Albatros D.II.
La Jasta 9 reste sur le même aérodrome de Leffincourt durant toute la période de commandement de Student. Elle n’est déplacée qu’en mai 1918 pour gagner Chéry-lès-Pouilly (Aisne). À l’été 1918, la Jasta 9 est rééquipée avec des Fokker D.VII, et, en juillet 1918, elle est intégrée au Jagdgruppe 5 avec les Jastas 1, 41 (en), 45 (en), 50 (en) et 66 (en). Toutes ces escadrilles opèrent sur le front de la 7e armée jusqu’à l’armistice du 11 novembre 1918, d’abord depuis Maizy avant d’être déplacées d’août à octobre vers Sissonne puis vers Plomion, où la Jasta 9 termine la guerre.
Après l’armistice, l’escadrille est dissoute le 15 janvier 1919.

## Liste des commandants (Staffelführer)
1. Oberleutnant Ascheberg (prénom inconnu) : 1er juin - 23 septembre 1916
2. Oberleutnant Kurt Student : 23 septembre 1916 - 5 mars 1918
3. Leutnant Walter Blume : 5 mars 1918 - 15 janvier 1919

## Membres célèbres
12 as de l'aviation ont fait partie de la Jagdstaffel 9 au cours de la guerre :
- Walter Blume
- Hartmuth Baldamus (en)
- Fritz Pütter (en)
- Erich Thomas (en)
- Hermann Pfeiffer (en)
- Heinrich Kroll (en)
- Otto von Breiten-Landenberg (pl)
- Karl Strünkelnberg
- Kurt Student
- Franz Büchner
- Fritz Jacobsen (en) (qui remportera 8 victoires au cours de la guerre mais aucune au sein de la Jasta 9)
- Willi Rosenstein (en) (9 victoires aériennes au cours de la guerre mais aucune au sein de la Jasta 9)

## Liste des bases d'opération
1. Leffincourt : 5 octobre 1916 - 23 mars 1918
2. Chéry-lès-Pouilly : 24 mars 1918 - 6 juin 1918
3. Monceau-le-Waast[3] : 6 juin 1918 - 11 juillet 1918
4. Fonfry : 11 juillet 1918 - 20 juillet 1918
5. Rocourt-Saint-Martin : 20 juillet 1918 - 23 juillet 1918
6. Bazoches-sur-Vesles : 23 juillet 1918 - 26 juillet 1918
7. Maizy : 27 juillet 1918 - 31 juillet 1918
8. Sissonne : août 1918 - 11 octobre 1918
9. Plomion : 11 octobre 1918 - 11 novembre 1918

### Note
1. ↑  Staffel est un terme féminin, en allemand[1].
2. ↑  Kurt Student poursuivra sa carrière militaire dans l'entre-deux-guerres et sera le père des troupes aéroportées allemandes employées pendant la Seconde Guerre mondiale. Il termine sa carrière avec le grade de Generaloberst.